# 杰里·海登赖克
杰里·海登赖克（英語：Jerry Heidenreich，1950年2月4日—2002年4月18日），美国男子游泳运动员。他曾代表美国参加1972年夏季奥林匹克运动会游泳比赛，获得二枚金牌、一枚银牌和一枚铜牌。